# Pisenor notius
Pisenor notius là một loài nhện trong họ Barychelidae. Loài này phân bố ờ Ethiopia đến Zimbabwe.